# Supercoupe du Japon de football 2007
Navigation
Édition précédente Édition suivante
L'édition 2007 de la Supercoupe du Japon est la 14e de la Supercoupe du Japon et se déroule le 24 février 2007 au Stade olympique national à Tokyo au Japon.
Les règles du match sont les suivantes : la durée de la rencontre est de 90 minutes, puis, en cas de match nul, les deux équipes se départageront directement lors d'une séance de tirs au but.
Le match oppose le Urawa Red Diamonds, vainqueur de la J League 2006, face au Gamba Osaka, finaliste de la Coupe du Japon 2006.

## Feuille de match
| Urawa ·       |                    |     |
| Titulaires :  |                    |     |
|               |                    |     |
| 01            | Norihiro Yamagishi |     |
| 02            | Keisuke Tsuboi     |     |
| 19            | Hideki Uchidate    |     |
| 05            | Nenê               |     |
| 14            | Tadaaki Hirakawa   | 62e |
| 22            | Yuki Abe           |     |
| 06            | Nobuhisa Yamada    |     |
| 13            | Keita Suzuki       |     |
| 08            | Shinji Ono         |     |
| 10            | Robson Ponte       |     |
| 21            | Washington         |     |
|               |                    |     |
| Remplaçants : |                    |     |
| 23            | Ryota Tsuzuki      |     |
| 12            | Shunsuke Tsutsumi  |     |
| 25            | Takafumi Akahoshi  |     |
| 07            | Tomoyuki Sakai     |     |
| 18            | Junki Koike        |     |
| 30            | Masayuki Okano     | 62e |
| 26            | Yuya Nakamura      |     |
|               |                    |     |
| Entraîneur :  |                    |     |
| Holger Osieck |                    |     |

| Gamba ·       |                    |     |
| Titulaires :  |                    |     |
|               |                    |     |
| 01            | Naoki Matsuyo      |     |
| 21            | Akira Kaji         |     |
| 05            | Sidiclei           | 88e |
| 06            | Satoshi Yamaguchi  |     |
| 13            | Michihiro Yasuda   |     |
| 07            | Yasuhito Endo      |     |
| 27            | Hideo Hashimoto    |     |
| 17            | Tomokazu Myojin    |     |
| 10            | Takahiro Futagawa  |     |
| 11            | Ryuji Bando        | 75e |
| 09            | Magno Alves        | 86e |
|               |                    |     |
| Remplaçants : |                    |     |
| 22            | Yosuke Fujigaya    |     |
| 02            | Sota Nakazawa      | 88e |
| 04            | Noritada Saneyoshi |     |
| 15            | Ryota Aoki         |     |
| 16            | Masafumi Maeda     |     |
| 14            | Shoki Hirai        | 86e |
| 18            | Baré               | 75e |
|               |                    |     |
| Entraîneur :  |                    |     |
| Akira Nishino |                    |     |

| Urawa ·       |                    |     |
| Titulaires :  |                    |     |
|               |                    |     |
| 01            | Norihiro Yamagishi |     |
| 02            | Keisuke Tsuboi     |     |
| 19            | Hideki Uchidate    |     |
| 05            | Nenê               |     |
| 14            | Tadaaki Hirakawa   | 62e |
| 22            | Yuki Abe           |     |
| 06            | Nobuhisa Yamada    |     |
| 13            | Keita Suzuki       |     |
| 08            | Shinji Ono         |     |
| 10            | Robson Ponte       |     |
| 21            | Washington         |     |
|               |                    |     |
| Remplaçants : |                    |     |
| 23            | Ryota Tsuzuki      |     |
| 12            | Shunsuke Tsutsumi  |     |
| 25            | Takafumi Akahoshi  |     |
| 07            | Tomoyuki Sakai     |     |
| 18            | Junki Koike        |     |
| 30            | Masayuki Okano     | 62e |
| 26            | Yuya Nakamura      |     |
|               |                    |     |
| Entraîneur :  |                    |     |
| Holger Osieck |                    |     |

| Gamba ·       |                    |     |
| Titulaires :  |                    |     |
|               |                    |     |
| 01            | Naoki Matsuyo      |     |
| 21            | Akira Kaji         |     |
| 05            | Sidiclei           | 88e |
| 06            | Satoshi Yamaguchi  |     |
| 13            | Michihiro Yasuda   |     |
| 07            | Yasuhito Endo      |     |
| 27            | Hideo Hashimoto    |     |
| 17            | Tomokazu Myojin    |     |
| 10            | Takahiro Futagawa  |     |
| 11            | Ryuji Bando        | 75e |
| 09            | Magno Alves        | 86e |
|               |                    |     |
| Remplaçants : |                    |     |
| 22            | Yosuke Fujigaya    |     |
| 02            | Sota Nakazawa      | 88e |
| 04            | Noritada Saneyoshi |     |
| 15            | Ryota Aoki         |     |
| 16            | Masafumi Maeda     |     |
| 14            | Shoki Hirai        | 86e |
| 18            | Baré               | 75e |
|               |                    |     |
| Entraîneur :  |                    |     |
| Akira Nishino |                    |     |